# Томсон, Джеймс (футболист)
Джеймс То́мсон (англ. James Thomson; 1894, Дамбартон — дата смерти неизвестна) — шотландский футболист, крайний левый нападающий.

## Биография
Начал футбольную карьеру в клубе «Клайдбанк Джуниорс». Затем играл «Рентон». В мае 1913 года перешёл в английский клуб «Манчестер Юнайтед». В основном составе «Юнайтед» дебютировал 13 декабря 1913 года в игре против «Брэдфорд Сити» на стадионе «Олд Траффорд». 18 апреля 1914 года забил свой первый (и единственный) гол за «Манчестер Юнайтед» в матче против «Брэдфорд Сити» на стадионе «Вэлли Пэрейд». Всего провёл за «Юнайтед» 6 матчей и забил 1 мяч в сезоне 1913/14.
В сентябре 1914 года вернулся в Шотландию, став игроком клуба «Дамбартон Харп». Год спустя стал игроком «Клайда», сыграв за него 26 матчей и забив 6 мячей на протяжении двух сезонов. В 1917 году перешёл в «Сент-Миррен». Играл за «Сент-Миррен» на протяжении 12 сезонов, сыграв более 312 матчей и забив 81 гол в чемпионате (и ещё 5 голов в кубковых матчах). Завершил карьеру в 1929 году.